# Sowiecka Formuła 4
Sowiecka Formuła 4 (znana także jako Formuła Mołodieżnaja) – organizowana w latach 1964–1981 seria wyścigów samochodowych w ZSRR, przeznaczona dla młodych kierowców.

## Historia
Seria była przeznaczona dla młodych kierowców. Założeniem było ściganie się danego kierowcy w tej serii przez rok do dwóch lat i następnie awans do Sowieckiej Formuły 3 albo Sowieckiej Formuły 1. Pierwszym sezonem serii był 1964 rok, a pojemność silników była wówczas ograniczona do 500 cm³. Rok później zwiększono pojemność do 750 cm³, a w 1966 ponownie zmniejszono do 500 cm³.
W roku 1968 wprowadzono nowe przepisy, ograniczające pojemność silnika do 350 cm³, natomiast minimalna masa pojazdów wynosiła 200 kg. Samochody były produkowane przez TARK i nosiły oznaczenie Estonia 15. Napędzały je pochodzące z motocykla Jupiter. silniki IŻ o pojemności 347 cm³ i mocy 32 KM przy 6000 rpm. Samochody te ważyły 214 kg i były zdolne rozwinąć prędkość 150 km/h. W 1970 roku samochody Estonia 15 zostały nieznacznie zmodyfikowane i oznaczone jako 15M. Produkcji samochodów Formuły 4 zaprzestano w 1976 lub 1977 roku. W latach 1978–1979 nie rozegrano mistrzostw ze względu na przestarzałość konstrukcji Estonii 15.
Seria upadła po 1981 roku, ponieważ nie spełniała założeń. Znaczna część kierowców ścigała się w niej przez wiele sezonów i pod koniec lat 70. większość zawodników miała powyżej trzydziestu lat.

## Mistrzowie
| Sezon | Mistrz                    | Zespół                    | Samochód                  |                           |
| ----- | ------------------------- | ------------------------- | ------------------------- | ------------------------- |
| 1964  | Madis Laiv                | Kalev Tallinn             | Estonia 3-IMZ             |                           |
| 1965  | Jūlijs Vinte              | DOSAAF Ryga               | Estonia 3-IMZ             |                           |
| 1966  | Alfrēds Ābolkalns         | DOSAAF Ryga               | Estonia 3-IMZ             |                           |
| 1968  | Michel Nõmmik             | Kalev Tallinn             | Estonia 15-IŻ             |                           |
| 1969  | Władimir Gienierałow      | Spartak Leningrad         | Estonia 15-IŻ             |                           |
| 1970  | Peep Laansoo              | Kalev Tallinn             | Estonia 15-IŻ             |                           |
| 1971  | Peep Laansoo              | Kalev Tallinn             | Estonia 15-IŻ             |                           |
| 1972  | Elmo Salm                 | DOSAAF Ryga               | Estonia 15M-IŻ            |                           |
| 1973  | Elmo Salm                 | DOSAAF Ryga               | Estonia 15M-IŻ            |                           |
| 1974  | Toomas Napa               | DOSAAF Ryga               | Estonia 15M-IŻ            |                           |
| 1975  | Toivo Asmer               | DOSAAF Tallinn            | Estonia 15M-IŻ            |                           |
| 1976  | Toivo Asmer               | DOSAAF Tallinn            | Estonia 15M-IŻ            |                           |
| 1977  | Enno Jürima               | DOSAAF Tallinn            | Estonia 15M-IŻ            |                           |
| 1978  | mistrzostw nie rozgrywano | mistrzostw nie rozgrywano | mistrzostw nie rozgrywano | mistrzostw nie rozgrywano |
| 1979  | mistrzostw nie rozgrywano | mistrzostw nie rozgrywano | mistrzostw nie rozgrywano | mistrzostw nie rozgrywano |
| 1980  | Jüri Iva                  | Jõud Tallinn              | Estonia 15M-IŻ            |                           |
| 1981  | Jüri Oruste               | DOSAAF Tallinn            | Estonia 15M-IŻ            |                           |